# Val de Loire orléanais
Le Val de Loire orléanais est une région naturelle française située au centre du département du Loiret en région Centre-Val de Loire.

## Situation
Cette région naturelle est située au centre du département du Loiret. C’est la ville d'Orléans qui lui a donné son nom. Avec le Val de Loire tourangeau, le Blésois et le Val d'Anjou, elle forme un vaste espace naturel appelé le Val de Loire.
Ce pays est entouré par plusieurs régions naturelles suivantes : au nord par la Beauce, à l’est par la forêt d'Orléans et le Gâtinais, au sud par la Sologne et à l’ouest par le Blésois.